# 阿陀那識
阿陀那識，大乘佛教術語，最早出自《解深密經》。對於它的解釋有多種：舊譯家如真諦，譯為執識、執持識，攝論宗與地論宗認為它就是第七識，又將其譯為無解；以玄奘為主的新譯家，將阿陀那譯為執受、執持、執取，漢傳佛教法相宗認為第七識是末那識，阿陀那識是第八識阿賴耶識的別名。

## 音義
阿陀那，字根源自檀那（dāna），它的動詞形為dā，意為給與，加上表示「動作反向」的接詞頭ā之後，意思變成取、拿到。有人認為阿陀那識可以按字面直譯為取識。
《解深密經》定義阿陀那識為能執持此身。《攝大乘論》解釋阿陀那識為能「執受一切有色根」，並且是「一切自體取所依」，《成唯識論》稱此識有執持、執受、執取三種含義，因此名為阿陀那。

## 含義
在《解深密經》中，六趣受生四生有情，在結生時一切種子識成熟，展轉和合、增長廣大，以二種執受為所緣：一、有色諸根及所依執受，二、相名分別言說戲論習氣執受。一切種子識，能隨逐執持此身，亦名阿陀那識；藏隱於身中，亦名阿賴耶識；為色等六外界所積集、滋長，亦名為心。依止似瀑流和明鏡的阿陀那識，能生起六識身，即五識身和俱轉的分別意識。
《攝大乘論》中，引用《解深密經》偈頌：「阿陀那識甚深細，一切種子如瀑流，我於凡愚不開演，恐彼分別執為我」，來解釋阿陀那識含義，除了執受色根之外，在相續結生時，能取下一生，執受自體。在《瑜伽師地論·本地分》中，於阿賴耶識定義中列入了體能執受。依據護法論師等人的詮釋，阿陀那識有三項功能：執持諸法種子，執受色根依處，執取結生相續。

## 學說發展
瑜伽行唯識學派以各部派所共知的《解脫經》中的偈頌：「染污意恒時，諸惑俱生滅，若解脫諸惑，非曾非當有」，作為第七識染污意的契經依據。在部派佛教傳統理論中，意根有二種含義：一、能續後有，二、自在隨轉，或自在令他隨順，意根也是心、意、識的合稱，可含攝心法、意處、意界、識界等概念。
《解深密經》中，除了作為五識身和意識生起的所依，沒有提及阿陀那識還與我見等煩惱相應而作為識雜染所依，也沒有提及本識或於一時唯與一種轉識俱轉。不同的大乘佛教論書及註疏對阿陀那識定義存在差異，故而在漢傳佛教中，關於阿陀那識在八識學說中的地位，見解分歧主要分為兩派：真諦與菩提流支為代表的舊譯派，將阿陀那識解說為第七識；以玄奘為代表的新譯派，認為阿陀那識即是第八識阿賴耶識的異名。

### 阿陀那識與第七識
《攝大乘論》中，將意分為無間滅識和染污意二者，染污意恒與有身見等四煩惱相應；意識以無間滅識为等無間依而生，依止染污意而識雜染；染污意為無明和我執所依止，即使生於無想天中，仍有染污意，不得解脫。阿賴耶識有生雜染諸法功能，故而名為一切種子識，以阿賴耶識為種子依，意和轉識得以生起，染污意是意識的俱有依。在《攝大乘論》中，沒有將染污意或意，明確地與六轉識一起合稱為七轉識。
真諦譯《攝大乘論釋》中，強調了阿陀那識的執取含義，眾生攝藏一切種子識為自我，即是阿陀那識執取阿賴耶識而有我執，阿陀那識與阿賴耶識分立，阿陀那識即是染污意；本識是虛妄分別的種子因緣，本識一分與阿陀那識相應，故而本識成為我執、我愛、我慢、無明等四顛倒的因緣。《轉識論》中，稱阿陀那識為第二識執識，以執著為體，與我見等四煩惱相應。故此攝論宗與地論宗，以阿陀那識為第七識。
在真諦譯《決定藏論》中，沒有如玄奘譯《瑜伽師地論》對應段落中那樣，提及第六意識生起除了阿賴耶識還必須有別依意根。末那識學說在瑜伽行唯識學派中出現時間較晚，現代研究者認為，世親造《唯識三十論頌》百餘年後，論師競相為其作注疏的時代，才明確提出末那識，安慧論師尚未受到此說影響。玄奘譯《瑜伽師地論》中，「末那」常與阿賴耶識一時俱轉，恆與我見我慢相應，意識依染污末那，而受相縛，不得解脫。玄奘譯《唯識三十論頌》中，第二能變識稱為末那識，以思量為性相，常與我見等四煩惱相俱。法相宗將作為第六意識生起俱有依的第七識稱為末那識，並將第七識作為阿賴耶識的俱有依。
在真諦譯《決定藏論》中，以阿賴耶識為所依而五識身和意識得生；契合於世親《攝大乘論釋》中，將染污意與意界並列之說，《顯識論》中二者合稱意根。與之相對，在玄奘譯《瑜伽師地論》對應段落中，以阿賴耶識為所依而五識身得生，又以阿賴耶識為所依而得有意根，以意根為所依而意識得生；契合於無性《攝大乘論無性釋》中，將意界二分為眼等五識所依意界，和第六意識所依意界即意根之說。
在漢傳佛教中，有人因為舊譯派所釋阿陀那識和新譯派所釋意根都對應於染污意，而把二者等同起來。

### 阿陀那識与第八識
在真諦譯《攝大乘論釋》中，阿賴耶識成就為意復說為心。玄奘所傳的新譯派，以攝藏雜染法，即攝持雜染法種子，作為阿賴耶識的能藏、所藏功能；第七識沒有執持種子的功能，阿陀那識執持諸法種子，只是能持諸種子的現行阿賴耶識的異名。

## 學術研究
部份現代佛教研究者，例如印順法師等認為，阿陀那識是早期唯識派提出的學說，隱含了第七識與第八識，後世論師據此發展出更嚴密的理論解說，產生了不同學派的不同解釋。印順法師認為，根據《解深密經》：「阿陀那為依止為建立故，六識身轉」，阿陀那識為六識之依止，與末那識功用相同，因此說阿陀那識即是末那識，確有根據。真諦所傳，與無著所傳的古唯識學相合，當時異熟性與細執尚無分別，與後期唯識學不同。至《瑜伽師地論》〈攝抉擇分〉編成後，阿陀那識的部份性質被歸入阿賴耶識，而末那識與染污意則別立出來，因此認為阿陀那識為阿賴耶識異名，玄奘所傳的，主要是唯識新學這一派。雙方見解上的歧異，主要是因為學派分立所造成，而不是義理上的對錯。赤銅鍱部將意界從意識獨立出來，其功用與那陀那識或末那識類似，負責支持意識。但其內容則不同。